# Agrilus xantholomus
Agrilus xantholomus es una especie de insecto del género Agrilus, familia Buprestidae, orden Coleoptera.
Fue descrita científicamente por Dalman, 1823.